# El vino es burlador
El vino es burlador es una pintura de Jan Steen, que muestra los efectos negativos de la bebida en la figura de una mujer borracha bien vestida a punto de ser llevada a casa en una carretilla, ilustrando que nadie, sea cual sea su estatus, es inmune a los poco edificantes efectos de los licores fuertes. Steen, que regentaba una taberna, estaba bien familiarizado con ello.

## Descripción
Frente a un edificio cubierto de enredaderas, probablemente una posada, un niño y un hombre suben a una mujer totalmente borracha a una carretilla, mientras vecinos chismosos miran con desprecio. La mujer de rostro enrojecido, aunque se ve completamente desaliñada, es una de las figuras más bellamente pintadas de Steen. Se le ha caído una pipa de la mano y el pañuelo con que cubría los cabellos; la camisa y la elegante chaqueta con adornos de piel se han aflojado, dejando al descubierto el pecho. Su hermosa falda de satén rosa y azul reluciente está subida hasta el punto de dejar su enagua al descubierto y por encima de cada media, incluso se atisba un poco de pierna desnuda. Las medias rojas identificaban a las prostitutas.
Detrás de ella, un niño de la posada sostiene un cubo de metal y una botella de vidrio, como para indicar que por la bebida no ha podido alimentar a sus hijos. En su inocencia, estos miran alegremente la situación detrás de su madre, una niña y un niño con un caballito de palo, plasmando otro de los temas favoritos del autor, sobre el ejemplo dado a los niños.
En el borde del tejadillo sobre la puerta, está escrita la moraleja de la historia: De Wijn is een. Spoter Proverbyn 20.1. El proverbio bíblico en su totalidad:
El vino se burla, la sidra se enfurece; el que en la bebida se extravía, no será sabio.
Para subrayar la moral, los aldeanos, hasta el perro que ladra emocionado, no dudan en burlarse y amonestar a la mujer ebria. En la entrada del establecimiento, un hombre de rostro afilado por fuera y una mujer, tal vez la dueña, en la media puerta, hablan y gesticulan como personas informadas. En la ventana abierta se ve a dos hombres riendo; uno sostiene un cuenco de barro, probablemente con agua para refrescar a la intoxicada. Al fondo a la izquierda, una mujer sonriente saca agua de un pozo con el mismo propósito de espabilarla.